# Ivo Winkler
Ivo Winkler (Ostrava, Protectorado de Bohemia y Moravia, 29 de agosto de 1940-9 de septiembre de 2024) fue un jugador de hockey sobre hielo checoslovaco que jugó en la posición de ala.

## Estadísticas
| Temporada | Club             | Liga      | Temporada regular | Temporada regular | Temporada regular | Temporada regular | Temporada regular | Playoff | Playoff | Playoff | Playoff | Playoff |
| Temporada | Club             | Liga      | PJ                | G                 | A                 | P                 | Pts               | PJ      | G       | A       | P       | Pts     |
| --------- | ---------------- | --------- | ----------------- | ----------------- | ----------------- | ----------------- | ----------------- | ------- | ------- | ------- | ------- | ------- |
| 1958-59   | Rudá hvězda Brno | TCH       | —                 | —                 | —                 | —                 | —                 | —       | —       | —       | —       | —       |
| 1959-60   | Rudá hvězda Brno | TCH       | 2                 | 0                 | 0                 | 0                 | —                 | —       | —       | —       | —       | —       |
| 1960-61   | Rudá hvězda Brno | TCH       | 32                | 12                | 3                 | 15                | —                 | —       | —       | —       | —       | —       |
| 1961-62   | Rudá hvězda Brno | TCH       | 20                | 4                 | 12                | 16                | —                 | —       | —       | —       | —       | —       |
| 1962-63   | TJ ZKL Brno      | TCH       | 14                | 8                 | 4                 | 12                | —                 | —       | —       | —       | —       | —       |
| 1963-64   | TJ ZKL Brno      | TCH       | 30                | 16                | 8                 | 24                | —                 | —       | —       | —       | —       | —       |
| 1964-65   | TJ ZKL Brno      | TCH       | 8                 | 1                 | 2                 | 3                 | —                 | —       | —       | —       | —       | —       |
| 1965-66   | TJ ZKL Brno      | TCH       | 25                | 9                 | 5                 | 14                | —                 | —       | —       | —       | —       | —       |
| 1966-67   | TJ ZKL Brno      | TCH       | 21                | 3                 | 2                 | 5                 | —                 | —       | —       | —       | —       | —       |
| 1967-68   | TJ ZKL Brno      | TCH       | 36                | 2                 | 3                 | 5                 | —                 | —       | —       | —       | —       | —       |
| 1968-69   | TJ ZKL Brno      | TCH       | 16                | 5                 | 4                 | 9                 | —                 | —       | —       | —       | —       | —       |
| 1969-70   | TJ ZKL Brno      | TCH       | 36                | 11                | 5                 | 16                | —                 | —       | —       | —       | —       | —       |
| 1970-71   | TJ ZKL Brno      | TCH       | 37                | 8                 | 5                 | 13                | —                 | —       | —       | —       | —       | —       |
| 1971-72   | TJ Slezan Opava  | TCH-2     | —                 | —                 | —                 | —                 | —                 | —       | —       | —       | —       | —       |
| 1972-73   | TJ Šumperk       | TCH-2     | —                 | —                 | —                 | —                 | —                 | —       | —       | —       | —       | —       |
| 1973-74   | TJ Šumperk       | TCH-3     | —                 | —                 | —                 | —                 | —                 | —       | —       | —       | —       | —       |
| 1974-75   | TJ Šumperk       | TCH-3     | —                 | —                 | —                 | —                 | —                 | —       | —       | —       | —       | —       |
| 1975-76   | TJ Šumperk       | TCH-3     | —                 | —                 | —                 | —                 | —                 | —       | —       | —       | —       | —       |
| 1976-77   | TJ Šumperk       | TCH-4     | —                 | —                 | —                 | —                 | —                 | —       | —       | —       | —       | —       |
| Total TCH | Total TCH        | Total TCH | 277               | 79                | 53                | 132               | —                 | —       | —       | —       | —       | —       |

## Logros
- Primera Liga de Hockey sobre Hielo de Checoslovaquia (7): 1959/60, 1960/61, 1961/62, 1962/63, 1963,64, 1964/65, 1965/66